# Didier Billet
Pour les articles homonymes, voir Billet.
Didier Billet, né le 17 août 1958 à Fort-de-l'Eau, est un footballeur français évoluant au poste de gardien de but.

## Carrière
Didier Billet commence sa carrière au RC Agde, avant de partir pour le club d'Orange.
Il évolue ensuite avec la réserve de l'Olympique de Marseille de 1975 à 1979, disputant 23 matchs. 
Il rejoint en 1979 l'Olympique d'Alès, où il joue 33 matchs en seconde division lors de la saison 1979-1980.
Il joue ensuite à Riedisheim, Saint-Raphaël puis de nouveau Agde, avant de terminer sa carrière à Alençon.
Avec la sélection nationale, il participe à la Coupe du monde des moins de 20 ans en 1977, disputant deux matchs lors de la phase de groupes.